# Championnat des Fidji féminin de football
Le championnat des Fidji de football féminin est une compétition de football féminin.

## Palmarès
| Women's Senior League | Women's Senior League |
| Saison                | Vainqueur             |
| --------------------- | --------------------- |
| 2016-2017             | Ba                    |
| 2017-2018             | Ba                    |
| 2018-2019             | Ba                    |
| 2019-2020             | Ba                    |
| 2020-2021             | Ba                    |
| Women's Super League  |                       |
| 2021                  | Ba                    |
| 2022                  | Labasa                |
| 2023                  | Labasa                |
| 2024                  | Ba                    |

## Bilan par clubs
- 7 titres : Ba
- 2 titres : Labasa